# Heart of America
Heart of America är en amerikansk dramafilm från 2003 regisserad av Uwe Boll. Den sägs vara en av de få filmer som är seriösa som Uwe Boll regisserat och handlar om mobbning på en amerikansk high school som resulterar i en skolmassaker.